# Поліська сільська рада (Старовижівський район)
| Поліська сільська рада — колишня адміністративно-територіальна одиниця та орган місцевого самоврядування у Старовижівському районі Волинської області з адміністративним центром у с. Поліське. Припинила існування 11 січня 2019 року через об'єднання в Старовижівську селищну громаду Волинської області. Натомість створено Поліський старостинський округ при Старовижівській селищній громаді. Водоймища на території, підпорядкованій даній раді: озера Пісочне, Святе, річки Вижівка, Текля. Сільській раді підпорядковувались населені пункти: - с. Поліське - с. Брунетівка - с. Чевель |

## Склад ради
Рада складалась з 16 депутатів та голови.

### Керівний склад ради
| ПІБ                    | Основні відомості                                                                  | Дата обрання | Дата звільнення |
| ---------------------- | ---------------------------------------------------------------------------------- | ------------ | --------------- |
| Тищук Петро Васильович | Сільський голова, 1957 року народження, освіта, член Соціалістичної партії України | 26.03.2006   | 31.10.2010      |
| Тищук Петро Васильвич  | Сільський голова, 1957 року народження, освіта вища, безпартійний                  | 31.10.2010   |                 |

Примітка: таблиця складена за даними джерела

## Населення
Згідно з переписом УРСР 1989 року чисельність наявного населення сільської ради становила 1659 осіб, з яких 809 чоловіків та 850 жінок.
За переписом населення України 2001 року в сільській раді мешкало 1495 осіб.

### Мова
Розподіл населення за рідною мовою за даними перепису 2001 року:
| Мова       | Відсоток |
| ---------- | -------- |
| українська | 99,47 %  |
| російська  | 0,40 %   |
| білоруська | 0,07 %   |